# USF2
USF2‏ (Upstream transcription factor 2, c-fos interacting) هوَ بروتين يُشَفر بواسطة جين USF2 في الإنسان.

## الوظيفة
يُشفِّر هذا الجين عضوًا من عائلة سحابات الليوسين الحلزونية الأساسية، ويمكنه العمل كعامل نسخ خلوي. يُمكن للبروتين المُشفَّر تنشيط النسخ من خلال عناصر البادئ الغنية بالبيريدين (Inr) وأنماط صندوق E. وقد تم تحديد متغيرين من النسخ يُشفِّران أشكالًا متماثلة مميزة لهذا الجين.

## التفاعل
لقد ثبت أن USF2 يتفاعل مع USF1 (الجين البشري)، وPPRC1 وBRCA1.

## التنظيم
يتم تنظيم جين USF2 بواسطة الحمض الريبوزي النووي الميكروي miR-10a.